# MathSciNet
MathSciNet是由美國數學學會于1996年创建的在线书目数据库，可供用戶搜索。它包含了自1940年以来數學評論杂志的所有内容以及作者数据库、近360万条条目和230多万个原始文章的链接。